# Lynx Futsal Club
Lynx Futsal Club – gibraltarski klub futsalowy z siedzibą w mieście Gibraltar, obecnie występuje w najwyższej klasie rozgrywkowej Gibraltaru. Jest sekcją futsalu w klubie Lynx F.C.

## Sukcesy
- Mistrzostwo Gibraltaru (3): 2015, 2016, 2017
- Puchar Gibraltaru (1): 2016
- Superpuchar Gibraltaru (3): 2015, 2016, 2017